# Tsunenohana Kan’ichi

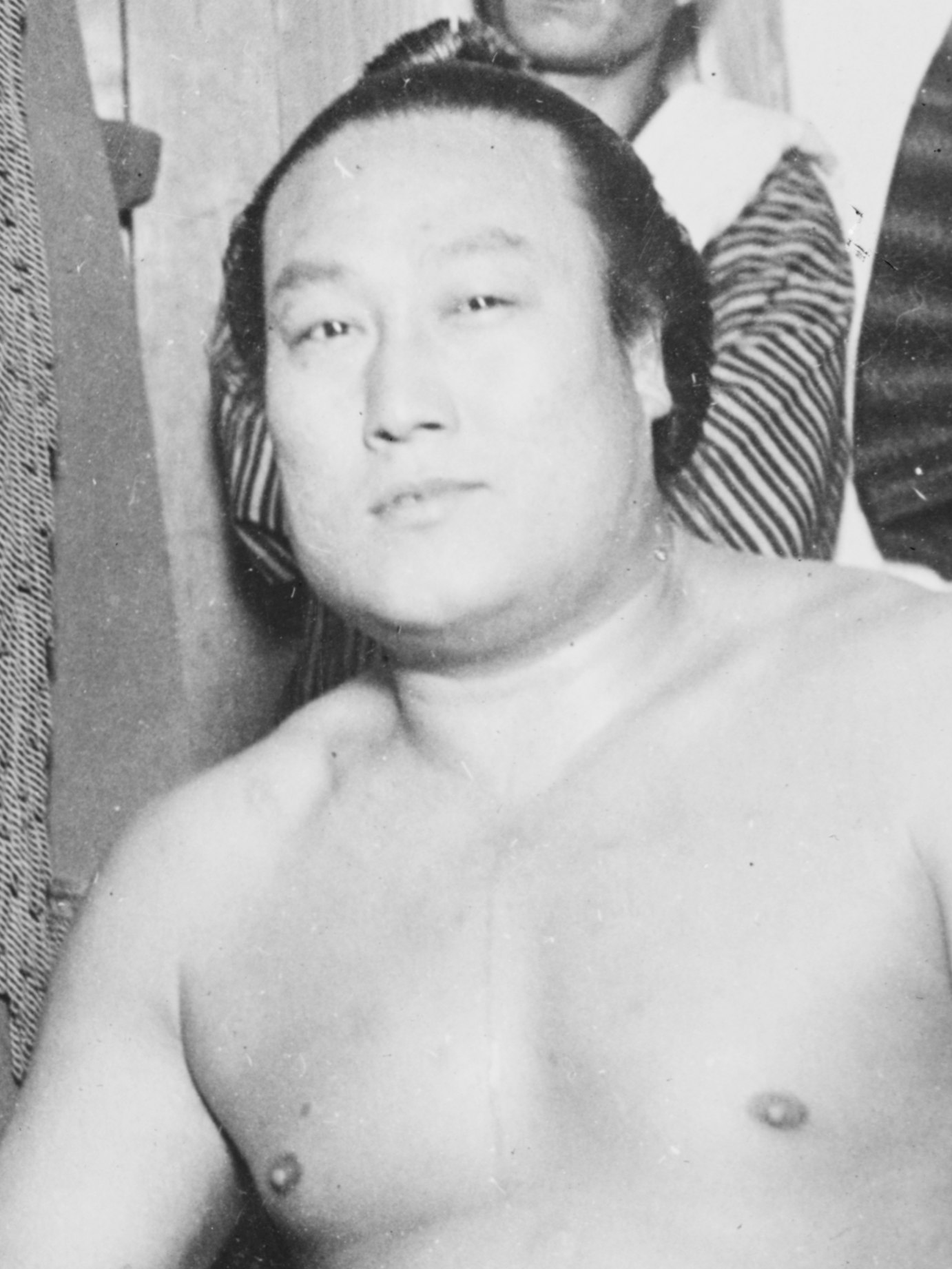
Tsunenohana Kan’ichi

Tsunenohana Kan’ichi (jap. 常ノ花　寛市, eig. Yamanobe Kan’ichi 山野辺　寛一; * 12. August 1896 in Okayama; † 28. November 1960) war der 31. Yokozuna und einer der bestimmenden japanischen Sumō-Athleten der 1920er Jahre.
Der Kämpfer des traditionsreichen Sumōstalles Dewanoumi-beya begann bereits im Alter von 14 Jahren seine Laufbahn. 1915 hatte er sich in die Sekitori-Ränge vorgekämpft und im Sommerturnier 1917 erreichte er den Aufstieg in die Makuuchi-Division. Bis zu seiner Beförderung zum Yokozuna vergingen noch einige Jahre. Erst 1924 erhielt er diese Ehrung und absolvierte insgesamt 21 Turniere als Großmeister.
Als Tsunenohana 1930 seinen Rücktritt erklärte, war es die erste Nachricht vom Rücktritt eines Yokozuna, die in Japan im Radio verbreitet wurde. Tsunenohana arbeitete danach bis 1949 für den Fujishima-beya, später für den Dewanoumi-beya als Dewanoumi Hidemitsu. Ab 1944 war er Vorsitzender im Vorstand des jungen japanischen Sumōverbands und gleichzeitig der erste ehemalige Ringer, der diese Stellung innehatte. 1957 versuchte er, aus Protest gegen verbandsinterne Auseinandersetzungen, sich in seinem Büro selbst zu töten, wurde aber entdeckt und gerettet. Nach seiner Erholung arbeitete er in beratender Position weiter beim Verband, bis er 1960 verstarb.